# Copris serius
Copris serius är en skalbaggsart som beskrevs av Nguyen-phung 1987. Copris serius ingår i släktet Copris och familjen bladhorningar. Inga underarter finns listade i Catalogue of Life.